# Eisenhart (Mitterfels)
Eisenhart ist ein Gemeindeteil des Marktes Mitterfels im niederbayerischen Landkreis Straubing-Bogen.
Die Einöde liegt eineinhalb Kilometer westlich des Ortskerns von Mitterfels und östlich des Aubachs. Der Ort Eisenhart liegt westlich an der Staatsstraße 2140.

## Einwohnerentwicklung
| Jahr      | 1838 | 1860 | 1861 | 1871 | 1875 | 1885 | 1900 | 1916 | 1925 | 1950 | 1961 | 1970 | 1987 |
| --------- | ---- | ---- | ---- | ---- | ---- | ---- | ---- | ---- | ---- | ---- | ---- | ---- | ---- |
| Einwohner | 13   | 13   | 16   | 14   | 16   | 14   | 13   | 9    | 10   | 14   | 7    | 7    | 7    |